# 蔣義渠
蔣 義渠（しょう ぎきょ）は、三国時代の武将。袁紹配下。
官渡の戦いで曹操に敗れた袁紹は、僅か800の兵と共に黎陽に落ち延びた。このとき蔣義渠は将軍として黎陽北岸を守っており、袁紹を陣営内に迎え入れて敗残兵を集めた（『後漢書』袁紹伝）。